# Mike Rizzo
Pour les articles homonymes, voir Rizzo.

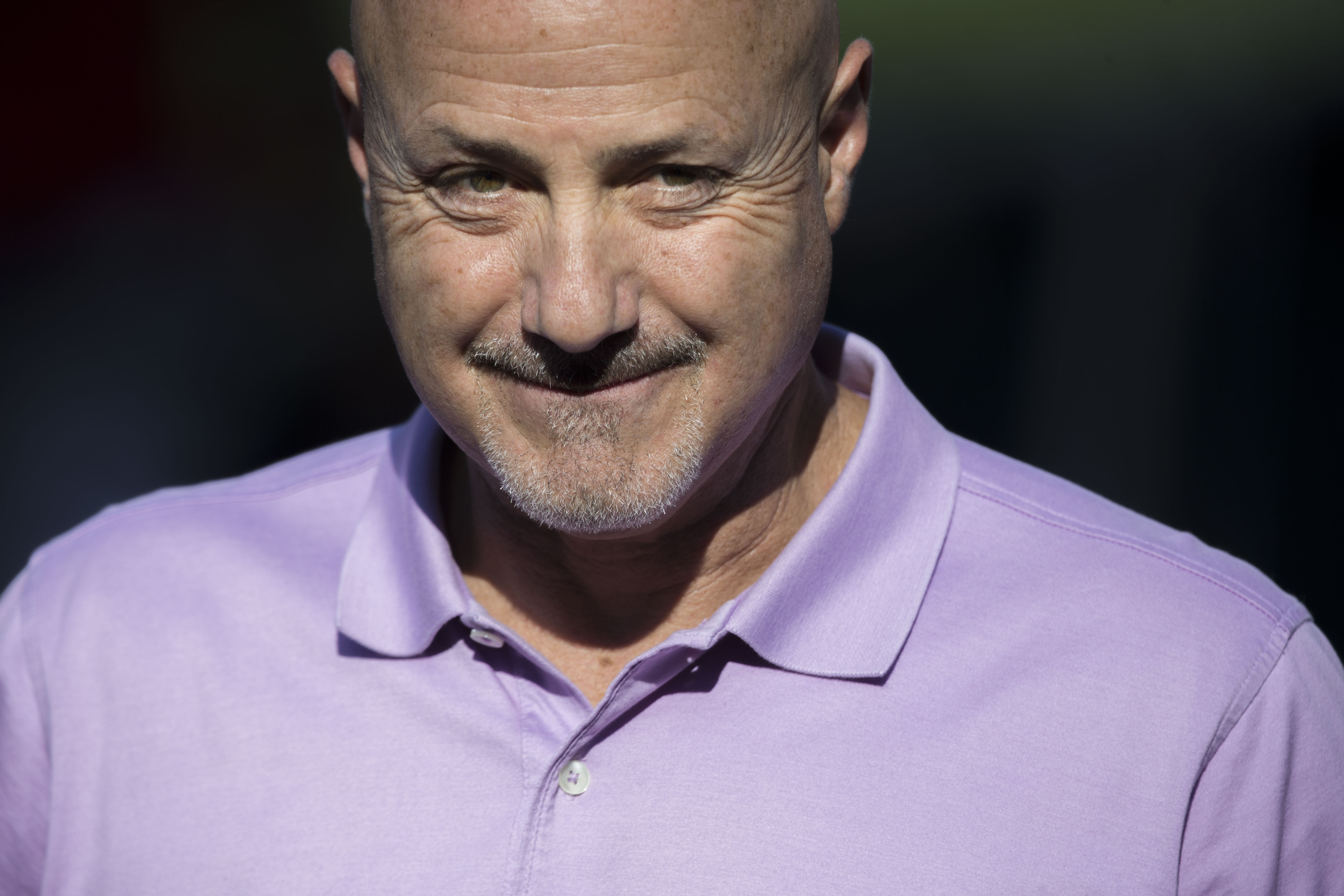
Mike Rizzo en 2015.

Michael Anthony Rizzo (né le 14 décembre 1960 à Chicago, Illinois, États-Unis) est l'actuel directeur général des Nationals de Washington, une équipe de la Ligue majeure de baseball.

## Biographie
Jeune joueur de baseball, Mike Rizzo est repêché par les Angels de la Californie, qui en font un choix de 28e ronde en 1979. Rizzo, un joueur de champ intérieur, passe trois années en ligues mineures pour les Angels, ne dépassant pas le niveau A, où il joue en 1983 et 1984.
Il devient par la suite dépisteur pour les White Sox de Chicago et les Red Sox de Boston, deux franchises des Ligues majeures de baseball, avant de rejoindre en 1998 la nouvelle franchise des Diamondbacks de l'Arizona. Il est directeur du recrutement des joueurs pour les Diamondbacks de 2000 à 2006.
Rizzo passe aux Nationals de Washington le 24 juillet 2006 alors qu'il est nommé assistant directeur général et vice-président des opérations baseball. Il est l'adjoint de Jim Bowden. Lorsque ce dernier démissionne le 1er mars 2009, Rizzo hérite de son poste sur une base intérimaire. Le 19 octobre 2010, il est confirmé dans ses fonctions de vice-président et directeur gérant et obtient un contrat de cinq années.